# Lijst van rijksmonumenten in Coevorden (gemeente)

Coevorden

De gemeente Coevorden telt 158 inschrijvingen in het rijksmonumentenregister. Hieronder een overzicht. Voor een overzicht van beschikbare afbeeldingen zie de categorie Rijksmonumenten in Coevorden op Wikimedia Commons.

## Aalden
De plaats Aalden telt 13 inschrijvingen in het rijksmonumentenregister. Zie de Lijst van rijksmonumenten in Aalden voor een overzicht.

## Achterste Erm
De plaats Achterste Erm telt 4 inschrijvingen in het rijksmonumentenregister.
| Object                                                                              | Oorspronkelijke functie? | Bouwjaar                                          | Architect                                      | Locatie             | Coördinaten?                  | Nr.?   | Afbeelding        |
| ----------------------------------------------------------------------------------- | ------------------------ | ------------------------------------------------- | ---------------------------------------------- | ------------------- | ----------------------------- | ------ | ----------------- |
| Boerderij met krimpen onder afgewolfd rieten dak op ten dele met keien bestraat erf | Boerderij                | eind 18e eeuw 19e eeuw (verb.) 1970 (rest./verb.) | Bureau Monumentenzorg Provincie Drenthe (1970) | Achterste Erm 13    | 52° 44' 37" NB, 6° 49' 29" OL | 478216 | Meer afbeeldingen |
| Hallenhuisboerderij met achterbaander                                               | Boerderij                | 18e eeuw 1851 (verb.) 1972 (rest./verb.)          | Bureau Monumentenzorg Provincie Drenthe (1972) | Achterste Erm 2     | 52° 44' 45" NB, 6° 49' 17" OL | 478382 | Meer afbeeldingen |
| Bijschuur in ambachtelijk-traditionele stijl                                        | Boerderij                |                                                   |                                                | bij Achterste Erm 2 | 52° 44' 45" NB, 6° 49' 17" OL | 478383 | Meer afbeeldingen |
| Bijschuur in ambachtelijk-traditionele stijl                                        | Boerderij                |                                                   |                                                | bij Achterste Erm 2 | 52° 44' 45" NB, 6° 49' 17" OL | 478384 | Upload foto       |

## Benneveld
De plaats Benneveld telt 1 inschrijving in het rijksmonumentenregister.
| Object                                                               | Oorspronkelijke functie? | Bouwjaar | Architect | Locatie              | Coördinaten?                  | Nr.?  | Afbeelding        |
| -------------------------------------------------------------------- | ------------------------ | -------- | --------- | -------------------- | ----------------------------- | ----- | ----------------- |
| Hallenhuisboerderij met inrit in de voorgevel naast het woongedeelte | Boerderij                | 1774     |           | Bennevelderstraat 13 | 52° 46' 42" NB, 6° 44' 32" OL | 41530 | Meer afbeeldingen |

## Coevorden
De plaats Coevorden telt 58 inschrijvingen in het rijksmonumentenregister. Zie de Lijst van rijksmonumenten in Coevorden (plaats) voor een overzicht.

## Dalen
De plaats Dalen telt 8 inschrijvingen in het rijksmonumentenregister. Zie de Lijst van rijksmonumenten in Dalen voor een overzicht.

## Dalerveen
De plaats Dalerveen telt 2 inschrijvingen in het rijksmonumentenregister.
| Object                                                                       | Oorspronkelijke functie? | Bouwjaar                                                         | Architect | Locatie          | Coördinaten?                  | Nr.?  | Afbeelding        |
| ---------------------------------------------------------------------------- | ------------------------ | ---------------------------------------------------------------- | --------- | ---------------- | ----------------------------- | ----- | ----------------- |
| Boerderij met achterbaander en aangebouwde bijschuur                         | Boerderij                | 1712 (pand is ouder)                                             |           | De Lichtenburg 7 | 52° 41' 58" NB, 6° 48' 42" OL | 11636 | Meer afbeeldingen |
| Voorm. boerderij met achterbaander en aangebouwde hooischuur met schaapskooi | Boerderij                | eind 18e eeuw (boerderij, hooischuur) 19e eeuw (verb. boerderij) |           | Noorderakkers 18 | 52° 41' 45" NB, 6° 48' 49" OL | 46561 | Meer afbeeldingen |

## Erm
De plaats Erm telt 2 inschrijvingen in het rijksmonumentenregister.
| Object                                                                     | Oorspronkelijke functie? | Bouwjaar                                                                   | Architect | Locatie        | Coördinaten?                  | Nr.?  | Afbeelding        |
| -------------------------------------------------------------------------- | ------------------------ | -------------------------------------------------------------------------- | --------- | -------------- | ----------------------------- | ----- | ----------------- |
| Hallenhuisboerderij met vakwerkgevel onder steil wolfsdak van heide        | Boerderij                |                                                                            |           | Dalerstraat 11 | 52° 45' 15" NB, 6° 49' 1" OL  | 33782 | Meer afbeeldingen |
| Hallenhuisboerderij met achterbaander onder rieten schilddak met bijschuur | Boerderij                | verm. ca. 1760 (bijschuur) ca. 1870 (boerderij) 19e eeuw (verb. bijschuur) |           | De Hoek 2      | 52° 45' 18" NB, 6° 48' 59" OL | 46894 | Meer afbeeldingen |

## Gees
De plaats Gees telt 15 inschrijvingen in het rijksmonumentenregister. Zie de Lijst van rijksmonumenten in Gees voor een overzicht.

## Meppen
De plaats Meppen telt 2 inschrijvingen in het rijksmonumentenregister.
| Object       | Oorspronkelijke functie? | Bouwjaar                                    | Architect                                 | Locatie               | Coördinaten?                  | Nr.?   | Afbeelding        |
| ------------ | ------------------------ | ------------------------------------------- | ----------------------------------------- | --------------------- | ----------------------------- | ------ | ----------------- |
| Urnenveld    | Archeologisch monument   | 700-500 v.Chr. (IJzertijd)                  |                                           | Molenes/De Kockstraat | 52° 46' 58" NB, 6° 42' 10" OL | 341350 | Upload foto       |
| De Prakkehof | Boerderij                | 1699 1711 (verb.) 1954 (rest.) 1966 (rest.) | H. Nijenhuis en A.E. Ebbinge (1964, 1966) | Middendorpsstraat 2   | 52° 46' 56" NB, 6° 41' 43" OL | 41531  | Meer afbeeldingen |

## Oosterhesselen
De plaats Oosterhesselen telt 13 inschrijvingen in het rijksmonumentenregister. Zie de Lijst van rijksmonumenten in Oosterhesselen voor een overzicht.

## Schoonoord
De plaats Schoonoord telt 4 inschrijvingen in het rijksmonumentenregister.
| Object                                                   | Oorspronkelijke functie?  | Bouwjaar                                                                                | Architect        | Locatie       | Coördinaten?                  | Nr.?   | Afbeelding        |
| -------------------------------------------------------- | ------------------------- | --------------------------------------------------------------------------------------- | ---------------- | ------------- | ----------------------------- | ------ | ----------------- |
| Korenmolen van Schoonoord: Restant van een stellingmolen | Industrie- en poldermolen | 1854 (oorspr.) 1903 (herb. op huidige locatie) 1937 en 1952 (herst.) 1978 (onttakeling) | Bremer (1937)    | Tramstraat 22 | 52° 50' 54" NB, 6° 45' 23" OL | 33784  | Meer afbeeldingen |
| Hervormde kerk                                           | Kerk en kerkonderdeel     | 1866 1950 (verb.) 1976 (dakruiter)                                                      |                  | Kerklaan 15   | 52° 50' 49" NB, 6° 45' 36" OL | 33785  | Meer afbeeldingen |
| Terrein met hunebed D49 (Papeloze Kerk)                  | Archeologisch monument    | Neolithicum 1958-'59 (rest.) 1996 (rest.)                                               |                  | Slenerweg     | 52° 49' 13" NB, 6° 46' 24" OL | 45998  | Meer afbeeldingen |
| Gereformeerde kerk                                       | Kerk en kerkonderdeel     | 1915 1947-'48 (uitbr.) 1960 (uitbr.) 1970-1979 (pastorie)                               | J. Smit van Peer | Kerklaan 35   | 52° 50' 54" NB, 6° 45' 49" OL | 478217 | Meer afbeeldingen |

## Sleen
De plaats Sleen telt 15 inschrijvingen in het rijksmonumentenregister. Zie de Lijst van rijksmonumenten in Sleen voor een overzicht.

## Steenwijksmoer
De plaats Steenwijksmoer telt 1 inschrijving in het rijksmonumentenregister.
| Object              | Oorspronkelijke functie? | Bouwjaar | Architect         | Locatie     | Coördinaten?                  | Nr.?   | Afbeelding        |
| ------------------- | ------------------------ | -------- | ----------------- | ----------- | ----------------------------- | ------ | ----------------- |
| Sint-Franciscuskerk | Kerk en kerkonderdeel    | 1931-'32 | J. van Dongen jr. | Hoofdweg 32 | 52° 40' 13" NB, 6° 41' 55" OL | 468597 | Meer afbeeldingen |

## Wachtum
De plaats Wachtum telt 2 inschrijvingen in het rijksmonumentenregister.
| Object                                                             | Oorspronkelijke functie?  | Bouwjaar                                         | Architect                                      | Locatie            | Coördinaten?                  | Nr.?  | Afbeelding        |
| ------------------------------------------------------------------ | ------------------------- | ------------------------------------------------ | ---------------------------------------------- | ------------------ | ----------------------------- | ----- | ----------------- |
| De Hoop                                                            | Industrie- en poldermolen | 1894 1937 (herst.) 1966-'68 (rest.) 2000 (rest.) | Ritsma (1894) Huberts (1966-'68) Molema (2000) | Middendorp 6       | 52° 43' 25" NB, 6° 44' 51" OL | 11637 | Meer afbeeldingen |
| Boerderij met achterbaander onder rieten wolfsdak en varkensschuur | Boerderij                 | 1850-1900                                        |                                                | Noordenveldseweg 3 | 52° 43' 29" NB, 6° 45' 9" OL  | 46560 | Meer afbeeldingen |

## Wezup
De plaats Wezup telt 4 inschrijvingen in het rijksmonumentenregister.
| Object                                                                                | Oorspronkelijke functie? | Bouwjaar             | Architect | Locatie         | Coördinaten?                  | Nr.?  | Afbeelding        |
| ------------------------------------------------------------------------------------- | ------------------------ | -------------------- | --------- | --------------- | ----------------------------- | ----- | ----------------- |
| Middenlangsdeelboerderij onder aan achterzijde afgewolfd rieten schilddak             | Boerderij                | 19e eeuw             |           | Westeinde 12    | 52° 48' 36" NB, 6° 43' 8" OL  | 41532 | Meer afbeeldingen |
| Boerderij onder monumentaal rieten schilddak                                          | Boerderij                | ca. 1850             |           | Westeinde 14    | 52° 48' 37" NB, 6° 43' 8" OL  | 41533 | Meer afbeeldingen |
| Middenlangsdeelboerderij onder aan achterzijde afgewolfd grotendeels rieten schilddak | Boerderij                | ca. 1850             |           | Westeinde 16    | 52° 48' 38" NB, 6° 43' 8" OL  | 41534 | Meer afbeeldingen |
| Perkaan                                                                               | Boerderij                | mog. 18e eeuw (kern) |           | Wezuperstraat 2 | 52° 48' 35" NB, 6° 43' 18" OL | 41535 | Meer afbeeldingen |

## Zweeloo
De plaats Zweeloo telt 10 inschrijvingen in het rijksmonumentenregister. Zie de Lijst van rijksmonumenten in Zweeloo voor een overzicht.

## Zwinderen
De plaats Zwinderen telt 4 inschrijvingen in het rijksmonumentenregister.
| Object                                                                                  | Oorspronkelijke functie? | Bouwjaar                      | Architect  | Locatie                       | Coördinaten?                  | Nr.?   | Afbeelding                                               |
| --------------------------------------------------------------------------------------- | ------------------------ | ----------------------------- | ---------- | ----------------------------- | ----------------------------- | ------ | -------------------------------------------------------- |
| 't Muldert                                                                              | Boerderij                | 1864                          |            | Verl. Hoogeveense Vaart 35    | 52° 43' 46" NB, 6° 40' 49" OL | 478201 | Meer afbeeldingen                                        |
| Boerderij in traditionele stijl met Jugendstil-elementen                                | Boerderij                | 1910                          | K. Huizing | Verl. Hoogeveense Vaart 41    | 52° 43' 41" NB, 6° 40' 42" OL | 478202 | Boerderij in traditionele stijl met Jugendstil-elementen |
| Hallenhuisboerderij met zijbaanders (voorm. café) en stookhut                           | Boerderij                | 1862 mog. ca. 1900 (stookhut) |            | Verl. Hoogeveense Vaart 55    | 52° 43' 39" NB, 6° 40' 21" OL | 478203 | Meer afbeeldingen                                        |
| Woonhuis in traditionele stijl met Jugendstil- en barokelementen met aangebouwde schuur | Boerderij                | 1912                          | J. Daanje  | Verl. Hoogeveense Vaart 94-96 | 52° 43' 42" NB, 6° 40' 36" OL | 478204 | Upload foto                                              |

Aa en Hunze ·
Assen ·
Borger-Odoorn ·
Coevorden ·
De Wolden ·
Emmen ·
Hoogeveen ·
Meppel ·
Midden-Drenthe ·
Noordenveld ·
Tynaarlo ·
Westerveld